# Májtumor
A májtumor vagy májrák a máj rákos megbetegedése. A májban lévő daganatok legtöbbször áttétek. A vastagbél, a tüdő és az emlő daganatai gyakran adnak metasztázisokat a májba. Viszont ilyenkor a máj működése ritkán szenved funkcionális zavart.
Az áttétek jelentkezhetnek diffúzan elhelyezkedő, sárgás csomók formájában; vagy nagyobb tömegekben.

## Az elsődleges májtumorok

### Jóindulatú elváltozások
- cavernosus haemangioma: endothellel bélelt vaszkuláris űrökből épül fel; orális fogamzásgátlók szedése, terhesség idején megnagyobbodhatnak.
- fokális noduláris hyperplázia: éles határú, de tokkal nem bíró, közepén csillagszerű heget tartalmazó szövetmassza, melyben a máj építőelemei fellelhetők.
- hepatocelluláris adenoma: a normális májsejtek, sinusoidok jelen vannak, de az epeutak hiányoznak. Elérheti akár a 30 cm-es átmérőt.

### Rosszindulatú elváltozások
- angioszarkóma: agresszív daganat, mely általában foglalkozási ártalomként jelentkezik (arzén, vinil-klorid, Thorotrast nevű cholangiographiára használt kontrasztanyag).
- hepatocelluláris karcinóma
- cholangiokarcinóma: vagy epeútkarcinóma.
- hepatocholangiokarcinóma: más néven kevert tumor, mely igen ritka. Az előbbi két változat jegyeit hordozza.